# Siestrzechowice
Siestrzechowice est une localité polonaise de la voïvodie d'Opole et du powiat de Nysa.
En 2021, elle comptait 259 habitants.